# Château de Canstein
Le château de Canstein est un château situé à Canstein, quartier de la ville de Marsberg dans l'arrondissement du Haut-Sauerland (Rhénanie-du-Nord-Westphalie, Allemagne).

## Géographie
Le village se situe dans le Sauerland, la vallée de l'Orpe (de), au-dessus d'une falaise de calcaire abrupte qui était dans les temps germaniques une position offensive et défensive.

## Histoire

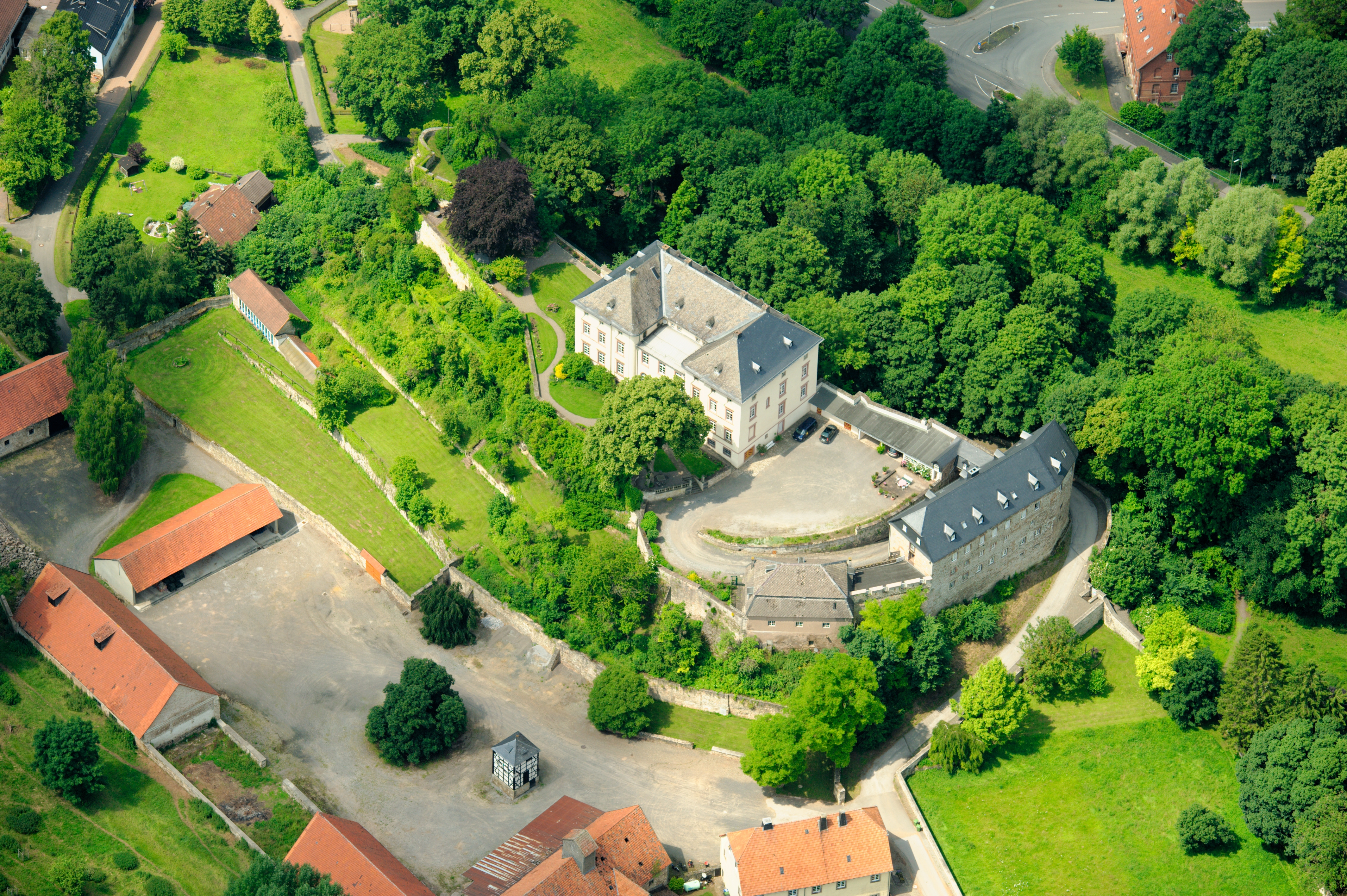
Schloss Canstein

La plus ancienne mention écrite du château date entre le XIe et le XIIe siècle. En 1080, on parle d'un Reinboldus de Canstein (propriété de la famille Everstein (de)) et en 1120 Castrum Cahenstein propriété de l'archevêque de Mayence, Adalbert Ier de Sarrebruck.
La propriété est vendue peu à peu par l'électorat de Mayence au couvent d'Aroldessen (de) et au comte de Waldeck. Le reste appartient à l'électorat de Cologne de 1296 à 1302. En 1302 commence une querelle entre l'archevêque de Cologne et le comte de Waldeck, durant laquelle le château fort de Canstein est détruit.
L'archevêque de Cologne Walram de Juliers rachète la propriété en 1342 et construit un nouveau château à ses propres frais pour se défendre de Waldeck et de l'archidiocèse de Paderborn. En réponse, Waldeck construit le château de Grimmenstein (de). Le litige se finit par un accord en 1346 (cet accord sera définitif en 1648 par les Traités de Westphalie dans lequel Waldeck renonce à ses prétentions).

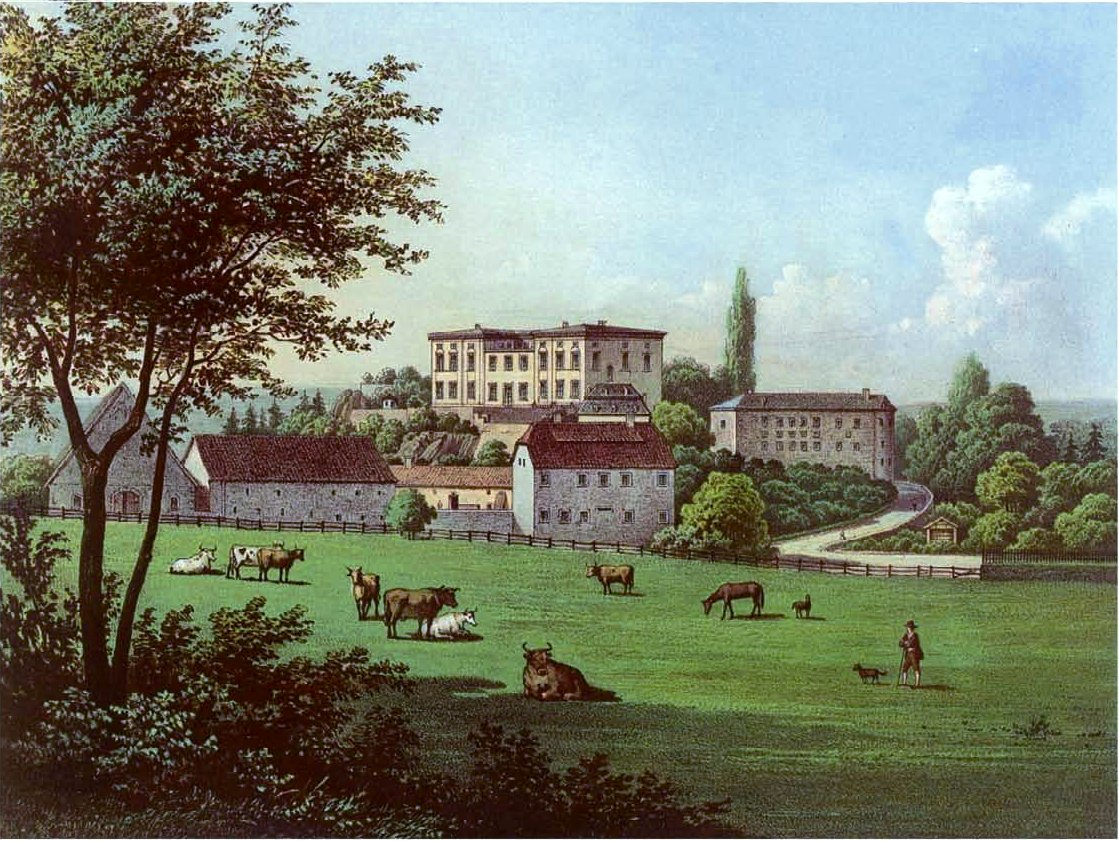
Alexander Duncker, Le château de Canstein, 1857-1883

Les Rabe von Pappenheim se font appeler les Canstein.
En 1719, Carl Hildebrand von Canstein lègue le château à la Société biblique et au Fondation Francke de Halle ainsi qu'à la famille Spiegel. Y naîtront les frères Franz Wilhelm et Ferdinand August von Spiegel.
En 1837, le château est vendu à la famille von Spee puis en 1846 von Croy. Depuis 1853, il est une propriété de la famille Elverfeldt (de) qui le rénove et édifie un véritable château domanial.

## Architecture
Le donjon du château fort fait de calcaire était à l'ouest, les salles avec des voûtes en berceau et des meurtrières à l'est et au pied de la falaise, à côté de la porte, un passage en lancette. Les ruines sont encore visibles.
Le château qui lui succède est construit selon l'architecture classique. En 1853 on créé le jardin, les ailes et une petite cour. En 1910, on fait la cour d'honneur.

## Source, notes et références
- (de) Cet article est partiellement ou en totalité issu de l’article de Wikipédia en allemand intitulé « Burg Canstein » (voir la liste des auteurs).